# 山口由美 (梅農家)
山口 由美（やまぐち ゆみ、1967年8月10日 - ）は大阪府出身、埼玉県越生町の梅農家。

## 経歴
大阪府で生まれ小学6年生のとき埼玉県鶴ケ島市に移り住む。幼稚園勤務を経て、1993年埼玉県越生町の梅農家3代目のご主人と結婚。義父から梅を中心とする営農の手ほどきを受け、2010年より現職。義父の代までは生産された梅は全て農協および市場出荷としていたが、山口が代表になってからはスーパーなどに小売販売を開始、「おごせの梅」や「山口農園の梅」などの自社ブランドを確立。直接消費者からの声を聞くことにより、梅への理解度が低いことを知ることとなるが、逆にそれを利用し梅干用の梅と塩のセット販売などを開始する。また傷がついたりしてそのまま出荷できない梅の有効活用として練り梅、梅味噌などの加工品の販売も開始。2016年からは台湾への輸出を開始。2018年からは生梅の収穫体験や加工体験を始め、2021年5月には「体験だけでは伝えきれない梅の魅力や可能性を料理を通して伝えていきたかった」として農園敷地内に「梅凛caffe」（ばいりんかふぇ）をオープンする。

## 主な活動
山口農園の代表になってから「越生の梅をもっと知ってもらいたい」と考えていたおり2012年ひめこらぼ（女性農林漁業者とつながる全国ネット(一般社団法人農山漁村女性・生活活動支援協会）)に参加、自らを「自分の考えを外へ向けて発信していこう。埼玉の越生町が梅の名産地だと知ってもらうために、まずは山口農園が外から認められるようになろう」と考えるようになり、2013年より農業女子プロジェクト(農林水産省)の第1期生に参画。また、さいたま農村女性アドバイザー、活力ある越生町の町づくり推進委員などを務める。2014年には「SUBWAY」とのコラボで梅を使った限定メニューを開発。
2016年3月5, 6日、越生町中央公民館視聴覚ホールにて「全国ウメ生産者女性サミット2016 in おごせ」を開催しパネルディスカッションではパネラーとして参加。日本各地から輝くウメ生産者の女性リーダーが集い、それぞれが抱える課題や問題点を共有し、各地域で取り組んでいる特色あるウメの生産振興策や活動報告などの情報交換などが行われた。2017年に「万能梅みそ」は平成29年度優良ふるさと食品中央コンクール新製品開発部門食品産業センター会長賞を受賞。2018年10月にJAいるま野越生支店梅部会主催 第35回梅干品評会において全農埼玉県本部運営委員会長賞を十郎で受賞。2020年5月からTwitterを開始。自らを #梅不二子 と称し独自に発信を開始する。2021年10月8日には城西大学、木下製餡、山口農園、武蔵越生高校の4者で共同開発した「JOSAIコラーゲンようかん（べに梅味）」を販売する。2022年11月には埼玉県より埼玉県農業大賞 農業ベンチャー部門 優秀賞を受賞。
- 2012年
  - ひめこらぼ（女性農林漁業者とつながる全国ネット）
- 2013年
  - 農業女子プロジェクト（農林水産省）
  - さいたま農村女性アドバイザー（埼玉県）
  - 越生町梅産地を元気にする協議会 （越生町）
- 2014年
  - 活力ある越生町の町づくり推進委員
  - ばば乙女の会主催
- 2015年
  - 埼玉県農林業・農山村進行ビジョン策定に係る懇話会役員
- 2016年
  - 越生梅海外輸出協議会 企画[15]
- 2021年8月
  - 鶴ヶ島市商工会異業種交流会スクラム21による「鶴ヶ島市制施行30周年記念缶バッジプロジェクト」に参加[16]
- 2022年11月
  - 埼玉県農業大賞 農業ベンチャー部門 優秀賞を受賞。 受賞理由は次のとおり 『経営の主力である「うめ」について、生産だけでなく、パレスホテル、女子栄養大学等の他分野とコラボした商品開発を実施するとともに、自園産のうめや加工品の有利販売を行うため、カフェを経営するなど、経営の多角化を進めている。 仲間づくり・情報発信を目的とした「全国うめサミット2016inおごせ」の開催、海外にも梅ファンを作るための香港・台湾・フランスへの輸出など、様々な挑戦を続けている。』

## 新規就農支援・農福連携
埼玉県農業大学校で講演したときに、「越生に来たらわたしが全力でサポートするから、農家になりましょう」と呼び掛け、実際に2021年4月から越生町が主催する「援農プロジェクト」に受け入れ農家として参加。また、 2022年10月から埼玉県が主催する「埼玉ではじめる農ある暮らし 」で就農を希望する高校生以上向けに就農支援を始める。
また、障碍者が農業で活躍する事で自信や生きがいを得る農福連携も始めている。

## マスコミなどによる紹介
越生の梅を積極的に広める活動の一環として数多くのマスコミ取材を受けている
- aff（あふ） 特集1 “農業女子” ただいま、奮闘中！（4）（農林水産省）2014年4月号[19]
- 久米宏 ラジオなんですけど（TBSラジオ）2016年2月6日[20]
- 出没！アド街ック天国｜～埼玉・越生～｜第3位（テレビ東京）2016年2月20日[21]
- 台湾に日本ブランド「美梅」登場！（TAIPEI NAVI）2016年12月7日[22]
- 起業女史つながりカフェ第32回（saitamaladycafe）2015年9月30日[23]
- 埼玉農業女子（第31回山口由美さん（越生町））（埼玉県）2020年11月27日[24]
- 昼めし旅 〜あなたのご飯を見せてください!〜 （テレビ東京）2021年3月19日[25][26]
- 越生の梅の魅力､多様に咲かす （日本経済新聞）2021年11月30日[27]
- 梅仕事　副産物も魅力～６月・水無月～（産経新聞）2022年6月3日[28]
- 種から植えるTV (テレビ東京) 2022年6月12日[29]
- 梅の里へようこそ | 1面  (農業共済新聞) 2022年6月15日[30][31]
- 人生の楽園 (テレビ朝日) 2022年8月13日[32]
- いまドキッ！埼玉（テレ玉）2023年6月10日[33]

## 著書
- 『超かんたん 梅酒・梅干し・梅料理』創森社、2016年。ISBN 978-4883403073